# 锡里萨
锡里萨（西班牙語：Ciriza）是西班牙纳瓦拉的一个市镇。总面积4平方公里，总人口64人（2001年），人口密度16人/平方公里。